# Asteranthe
Asteranthe es un género de plantas fanerógamas con dos especies perteneciente a la familia de las anonáceas. Son nativas de África oriental.

## Taxonomía
El género fue descrita por Engl. & Diels  y publicado en Monographien afrikanischer Pflanzen-Familien und -Gattungen 6: 5, 30. 1901. La especie tipo es: Asteranthe asterias Engl. & Diels

## Especies
| - Asteranthe asterias Engl. & Diels - Asteranthe lutea Vollesen |